# David Schwarz
Pour les articles homonymes, voir Schwarz.
David Schwarz, né le 7 décembre 1850 à Keszthely, Empire d'Autriche et mort le 13 janvier 1897 à Vienne, Autriche-Hongrie, est un pionnier de l'aviation, créateur du premier dirigeable métallique.

## Biographie
Il est né de parents juifs à Keszthely dans le Royaume de Hongrie. En 1880, il épouse Melanie Kaufmann, la fille d'un aubergiste juif. À Agram, il dirige une agence de farine de 1890 à 1891. Il est le père de la chanteuse d'opéra et d'opérette Vera Schwarz (en).
Il effectue un apprentissage commercial à Županja. Il n'a pas de formation technique particulière, mais il s'est formé de manière autodidacte et a apporté diverses améliorations aux machines de découpe du bois, par exemple.
Ce n'est que dans les années 1880 que Schwarz travaille sur les dirigeables. Le déclic vient lors d'un séjour dans une cabane en rondins dans la région de Županja en Croatie au début de l'hiver, alors qu'il supervise des travaux d'exploitation forestière. Le travail prenant plus de temps que prévu, Schwarz demande à sa femme de lui envoyer des livres pour passer le temps le soir. Comme il lui dit ne pas aimer Charles Dickens et Victor Hugo, Melanie lui envoie un ouvrage d'Aristote et un manuel de mécanique. Il en vient alors à projeter la construction d'un dirigeable et l'idée ne le quitte plus. Son commerce du bois en pâtit et comme de nombreux autres pionniers de l'aviation, il est l'objet de la risée de ses contemporains, ce qui n'empêche pas sa femme de le soutenir. A cette époque, Schwarz travaille déjà sur l'utilisation de l'aluminium pour la construction, un matériau nouveau à l'époque.
Après que David Schwarz a élaboré la construction de son dirigeable métallique, il présente son projet au ministre de la guerre d'Autriche-Hongrie à Vienne : l'idée suscite de l'intérêt, mais personne n'est disposé à avancer les fonds pour ce projet.
L'attaché militaire russe à Vienne, le colonel Sujew, recommande à Schwarz de présenter son projet à Saint-Pétersbourg. En 1892, après des négociations avec le ministère russe de la Guerre, Schwarz commence à expédier en Russie les premières pièces en aluminium du dirigeable, fabriquées par Carl Berg (en) dans son usine en Allemagne. À partir de 1893, le dirigeable est construit en deux ans. Dans le parc Wosdukhoplawatelny (Воздухоплавательный парк (ru)) sont installés un site d'essai militaire et un hangar à dirigeables. À l'automne 1894, les coûts de développement sont considérablement dépassés. Le projet devait initialement coûter 1 500 roubles qui sont finalement devenues 100 000 roubles : l'armée russe abandonne le projet en octobre 1894.
Les chercheurs ne sont pas unanimes pour dire si le dirigeable a effectué son vol inaugural avant la fin du projet. Schwarz et plus tard sa veuve ont affirmé que des essais avaient été effectués, mais cela n'a jamais pu être prouvé. Les experts supposent qu'il a rencontré des difficultés avec l'injection du gaz porteur dans la coque, mais on ne sait pas si la qualité du gaz était mauvaise ou si des problèmes de conception sont survenus. Les circonstances du retour de Schwarz ne sont pas non plus claires, mais des informations font état d'un départ précipité de Russie.
En Allemagne, Schwarz a trouvé en Carl Berg son producteur d'aluminium. Berg à déjà une certaine expérience dans le traitement et le développement de l'aluminium, qui est à l'époque un matériau nouveau, et en est l'un des deux fabricants en Allemagne. Berg fournira d'ailleurs plus tard des pièces pour le premier dirigeable de Zeppelin. Avec son aide financière et technique, le dirigeable est finalement construit.
La construction commence en 1895 sur le champ de Tempelhof près de Berlin. Le Service prussien des dirigeables met ses locaux et son personnel à disposition. Les pièces sont produites dans l'usine de Carl Berg à Eveking, en Westphalie, et assemblées à Berlin sous la supervision de Schwarz.
Cependant, Schwarz ne verra pas le vol inaugural réussi de son dirigeable. Ses multiples voyages entre 1892 et 1896 l'ont usé physiquement, et il est un fumeur de tabac forcené. Le 13 janvier 1897 à Vienne, il s'effondre dans la rue devant le restaurant Zur Linde et, transporté dans un couloir, meurt quelques minutes plus tard d'une attaque cardiaque. Des sources historiques parlent d'une hémorragie. Peu de temps auparavant, il avait appris que son dirigeable était prêt à être chargé en gaz.
La communauté juive de la ville de Vienne lui rend hommage par une sépulture honorifique et une tombe dans le cimetière central.
Son épouse Mélanie, décrite comme une femme énergique et brillante, a alors du mal à mener à bien le projet. L'armée refuse de coopérer parce qu'il s'agit d'une « affaire juive », de sorte qu'au départ, aucun pilote ne peut être trouvé pour le vol d'essai. Finalement, elle réussit à persuader Ernst Jagels.

## Le dirigeable Schwarz

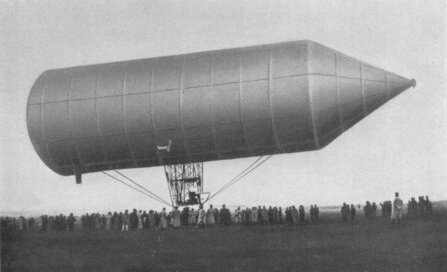
Dirigeable de David Schwarz, 1897.

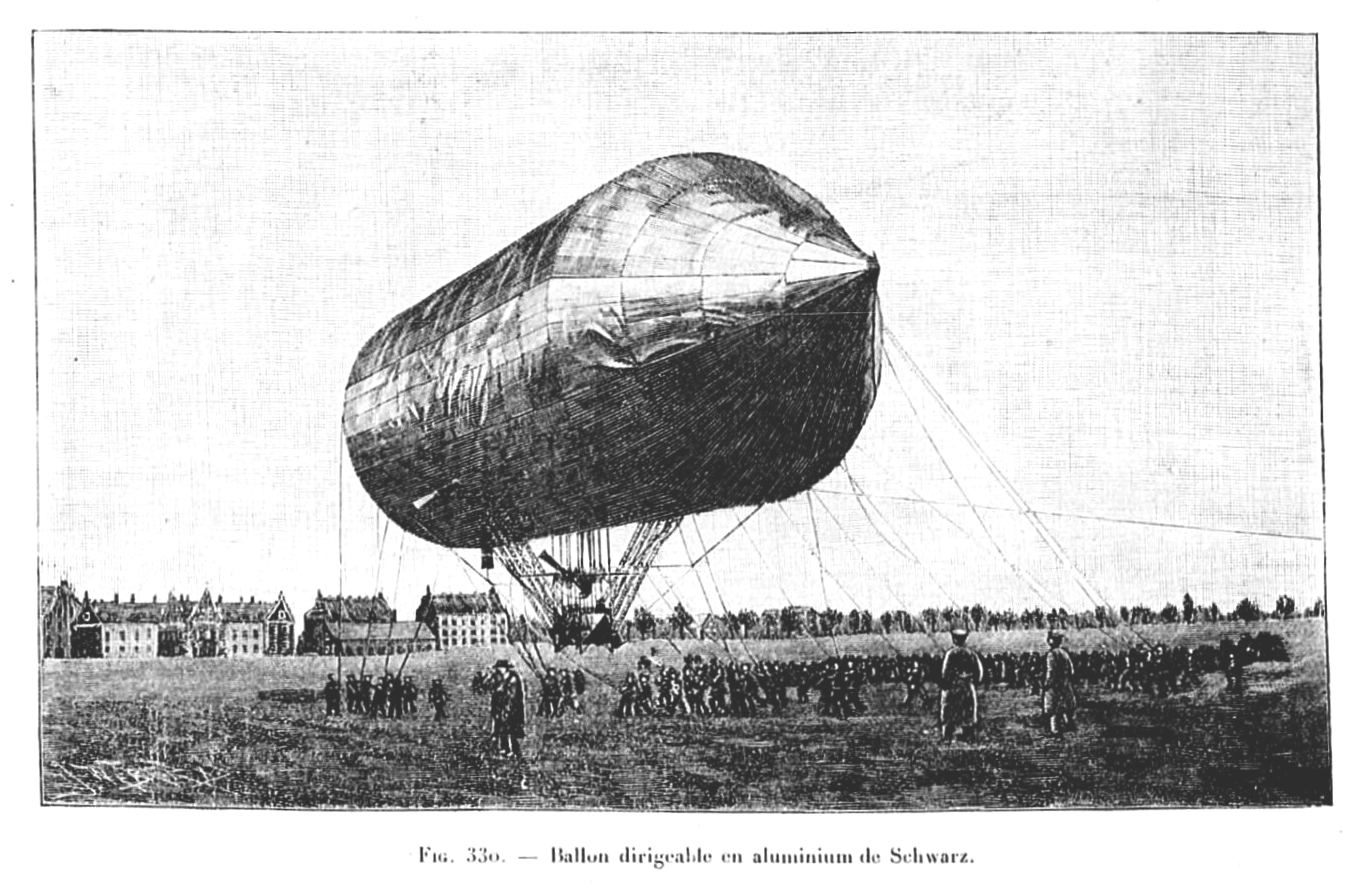
Le dirigeable vu de face, on peut distinguer une des hélices latérales.

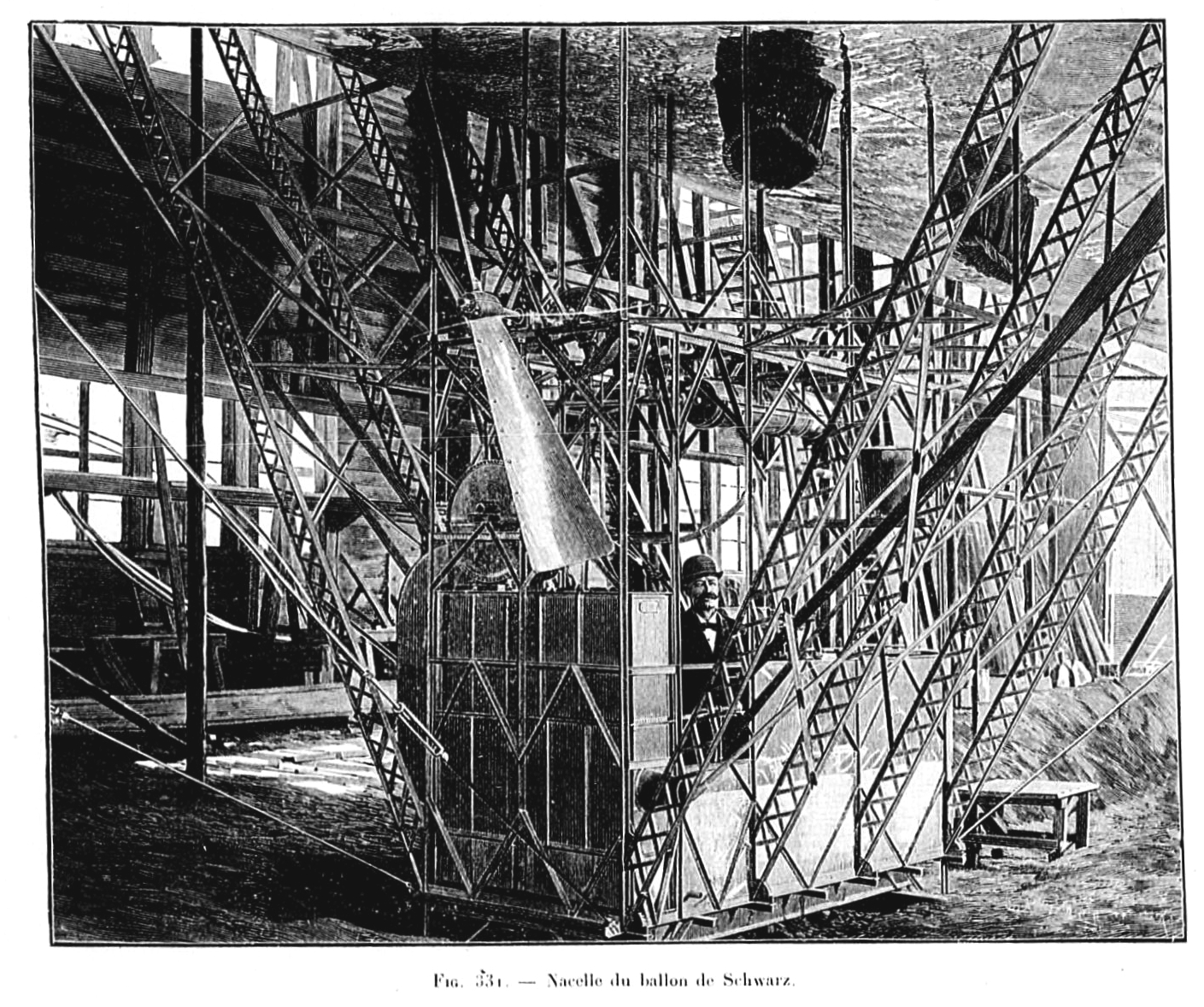
La nacelle.

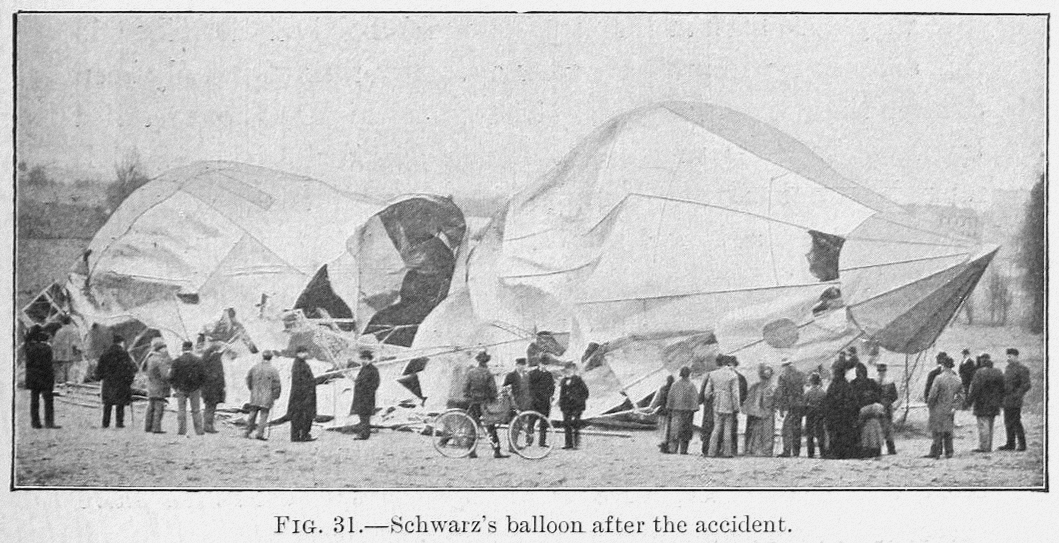
Après l'écrasement au sol.

Le dirigeable Schwarz est le premier dirigeable entièrement métallique. Hormis le Detroit ZMC-2 américain des années 1930, aucun autre bâtiment de ce type n'a décollé jusqu'à présent. Cependant, l'idée n'était pas nouvelle, Georg Baumgarten (de) l'avait déjà brevetée.
Le navire se composait d'une coque rigide avec une structure interne à laquelle la nacelle était fermement attachée. Les deux présentaient des caractéristiques jusque-là inconnues d'un dirigeable. La longueur du corps de flottabilité était de 38,32 m. La coque était constituée de tôles d'aluminium de 0,18 à 0,20 millimètres d'épaisseur, pliées, rivetées hermétiquement et tendues sur la structure intérieure en aluminium. Le corps avait la forme d'un cylindre de 12 m de diamètre et 24,32 m de longueur. A l'arrière, le cylindre était fermé par une calotte circulaire de 3 m de hauteur, et à l'avant la proue était un cône de 11 m de long. Le corps entier était divisé en 13 segments (cellules à gaz), dont chacun avait sa propre trappe de remplissage située en bas.
La structure intérieure faisait 24,32 m de long sur 8 m de large et se composait de deux poutres longitudinales en treillis avec deux poutres intermédiaires parallèles et dix poutres transversales. Les poutres se composaient de grilles de 200 mm de long assemblées sur des coins en aluminium de 20 × 20 × 2 mm. La nacelle était suspendue à quatre portants fixés à deux traverses du châssis principal, renforcée avec des cordes ou des fils à d'autres supports. La poussée était fournie par un moteur Daimler de 12 ch, un moteur performant pour l'époque. Il entraînait via des courroies deux hélices extérieures de deux mètres de diamètre chacune et une hélice en bout de nacelle de 2,6 mètres de diamètre. Le moteur était de plus relié via un engrenage conique à une hélice de deux mètres sous le plancher de la nacelle, qui était censée fournir une poussée verticale.
Le bâtiment est chargé en gaz porteur le 9 octobre 1896, après des retards. Cependant, le résultat n'est pas satisfaisant car le gaz hydrogène fourni par la United Chemical Works de Leopoldshall (près de Staßfurt) n'est pas de la qualité requise et ne génère pas assez de flottabilité. Les concepteurs avaient compté 1.15 kg/m³. Le gaz conforme n'est livré que le 13 janvier 1897, jour anniversaire de la mort de Schwarz.
Le 3 novembre 1897, le dirigeable rigide s'envole pour la première fois depuis le champ de Tempelhof à Tempelhof, près de Berlin. Il atteint une hauteur de 400 mètres. Mais les courroies d'entraînement ont lâché, faisant perdre de la vitesse au dirigeable qui doit effectuer un atterrissage d'urgence et se fracasse au sol. Le pilote Ernst Jagels est légèrement blessé.
Le comte Ferdinand von Zeppelin est parmi les spectateurs : il poursuivra les travaux de Schwarz pour développer son Zeppelin.
Le champ de Tempelhof était alors, en 1896, le terrain de parade de la Garnison de Berlin ; les aéronautes de l'armée y avaient un terrain d'entraînement depuis 1885.